# Jawbone Flats
Jawbone Flats az Amerikai Egyesült Államok északnyugati részén, Oregon állam Marion megyéjében, az Opál-patak mentén elhelyezkedő kísértetváros.

## Története
A térségben 1859-ben aranyat találtak. A települést 1931-ben alapította John Hewitt, az Amalgamated Mining Company munkatársa; a cég ólom, cink, réz és ezüst kitermelésével foglalkozott. A közúti infrastruktúra egy része (például az Arany-pataki híd) Theodore Roosevelt elnök New Deal politikájának részeként épült. Az 1950-es években a nagyobb mennyiségű lezúduló hó és a bányászat veszteségessége miatt a lakosságszám csökkent.
Miután 1992-re a térség bányászata teljesen megszűnt, a Shiny Rock Mining Company 61 hektár területet ajándékozott az Opál-patak Barátai nonprofit szervezetnek. A területen tanulmányi kirándulásokat és más eseményeket szerveznek.
A 2020-as erdőtűzben a kísértetváros jelentős része megsemmisült.

## Fordítás
- Ez a szócikk részben vagy egészben  a   Jawbone Flats, Oregon című angol Wikipédia-szócikk ezen változatának fordításán alapul.  Az eredeti cikk szerkesztőit annak laptörténete sorolja fel. Ez a jelzés csupán a megfogalmazás eredetét és a szerzői jogokat jelzi, nem szolgál a cikkben szereplő információk forrásmegjelöléseként.